# マット・スミス
マット・スミス（Matt Smith, 本名: マシュー・ロバート・スミス、Matthew Robert Smith, 1982年10月28日 - ）は、イングランド出身のイギリスの俳優。イギリスのTVシリーズ『ドクター・フー』の11代目ドクター役として知られる。

## 来歴
少年時代はサッカー選手に憧れており、ノーサンプトン・タウンFC、ノッティンガム・フォレストFC、レスター・シティFCのユースでプレイしていた。しかし頚椎症を患いプロになることを諦めざるを得なかった。
その後学校の演劇の講師により演技の道を紹介され、講師により密かに『十二人の怒れる男』の舞台の陪審員10番役として登録させられる。演技には興味を示したが結局舞台には上がらず、しかし演劇の講師は熱心に薦め続け、説得の末ナショナル・ユース・シアターに所属することとなった。
イースト・アングリア大学で演技と脚本を学んだ後、2003年に俳優活動を開始。様々な舞台を経験し、活動をウエスト・エンドに広げ、クリスチャン・スレーターとも共演した。同年批評家に絶賛された舞台"That Face"にヘンリー役で出演。
2006年には、BBCで放送されたフィリップ・プルマン原作の『サリー・ロックハートの冒険』のドラマ化で、初めてテレビドラマに出演した。スミスは、"The Ruby in the Smoke" (en) （原作『マハラジャのルビー』）と"The Shadow in the North" (en) （原作『仮面の大富豪』）の2作品でジム・テイラー (Jim Taylor) 役を演じた。主演のサリーを演じたビリー・パイパーとは『Secret Diary of a Call Girl』で3度目の共演をしている。
2007年には『Party Animals』シリーズで初めてメインキャラクターを演じた。

### ドクター・フー

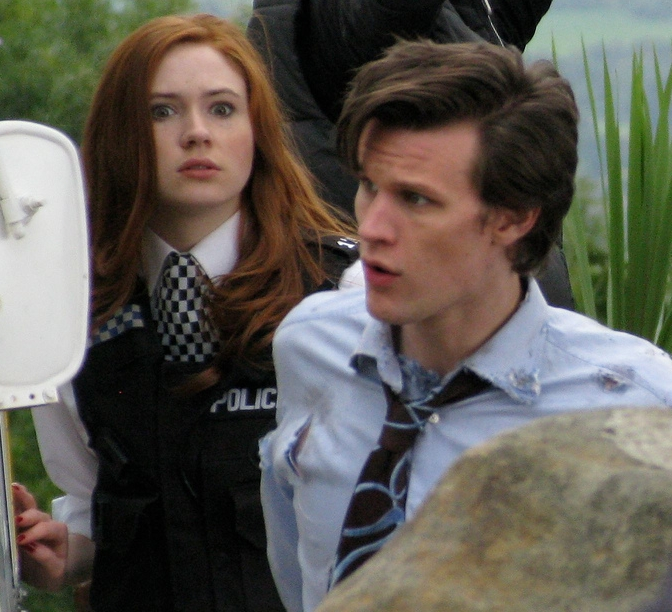
撮影中のマット・スミスとエイミー・ポンド役のカレン・ギラン(2009年)

2009年1月、10代目ドクターを演じたデイヴィッド・テナントが番組を離れることを明かしてから3ヶ月後に、11代目ドクターに選ばれたことが発表された。当初予想されていた俳優陣の中ではない人選で、また最も知名度のない俳優であった。番組のファンの中には、スミスはドクターを演じるには若すぎるのではないかと考える人もいた。26歳のドクターはこれまでで最も若く、イギリスのTVシリーズで最も若い主演俳優となった。
スミスは最も早くにドクター役のオーディションを受けていた俳優の一人であった。また同時にプロデューサーのスティーヴン・モファットが手掛ける別のドラマである『SHERLOCK（シャーロック）』のジョン・ワトソン役も受けていた。モファットはシャーロック・ホームズ役のほうが合っていると考えたが、既にベネディクト・カンバーバッチがシャーロック役に決まっていたため落選し、三週間のオーディションの結果ドクター役を得ることとなった。
2010年6月、オービタルのグラストンベリー・フェスティバルでのパフォーマンスの際にステージに上がり、共にドクター・フーのテーマを演奏した。2010年7月24日から25日にかけては、ロイヤル・アルバート・ホールで行われたBBCプロムスのドクター・フー版である『Doctor Who Prom』のホストを務めた。
2012年5月26日の早朝、カーディフから始まる聖火リレーのランナーを務めた。これは2006年放送の『ドクター・フー』のエピソード「危険なお絵描き」でドクターが聖火ランナーを務めていたことがきっかけとなったものである。
2013年6月1日、スミスがドクター役を降板し、同年12月に放送されるクリスマススペシャルにて11代目ドクターが再生することが発表された。後任はピーター・カパルディである。ただし、スミスは2014年のシリーズ8「深呼吸」でも11代目ドクター役としてカメオ出演した。クリスマススペシャル「ドクターの時」の収録後、マットは4シーズンに亘ってドクター役を演じた記念にソニック・スクリュードライバーを持ち帰った。

## 私生活
イギリスのファッション・モデルのデイジー・ローと交際していたが、仕事の忙しさが理由で2011年に破局。レディオヘッドのファン。無神論者である。ブラックバーン・ローヴァーズFCのサポーター。
2014年、映画『高慢と偏見とゾンビ』で共演したのをきっかけにリリー・ジェームズと交際していたが、2019年に破局した。

## フィルモグラフィ

### 映画
| 年   | 題名                                                | 役名                           | 備考                                                     | 吹替 |
| ---- | --------------------------------------------------- | ------------------------------ | -------------------------------------------------------- | ---- |
| 2006 | The Ruby in the Smoke (en)                          | ジム・テイラー (Jim Taylor)    | テレビ映画、原作『マハラジャのルビー』                   |      |
| 2007 | ヒットマンズ・レクイエム In Bruges                  | 若い頃のハリー                 | 出演シーンは削除されており、DVD特典でのみ見られる。      |      |
| 2007 | The Shadow in the North (en)                        | ジム・テイラー                 | 原作『仮面の大富豪』                                     |      |
| 2009 | トゥギャザー Together                               | ロブ                           | ショートフィルム。第62回カンヌ国際映画祭で初公開された。 |      |
| 2010 | 愛を複製する女 Womb                                 | トーマス                       |                                                          |      |
| 2011 | Christopher and His Kind (en)                       | クリストファー・イシャーウッド |                                                          |      |
| 2012 | バート・アンド・ディッキー Bert and Dickie          | バート・ブシュネル             |                                                          |      |
| 2014 | ロスト・リバー Lost River                           | ブリー                         | 畠山豪介                                                 |      |
| 2015 | ターミネーター:新起動/ジェニシス Terminator Genisys | T-5000 / スカイネット          | 福田賢二                                                 |      |
| 2016 | 高慢と偏見とゾンビ Pride and Prejudice and Zombies  | コリンズ牧師                   | 佐々木義人                                               |      |
| 2018 | インフェクテッドZ Patient Zero                      | モーガン                       | 川島得愛                                                 |      |
| 2018 | チャーリー・セズ/マンソンの女たち Charlie Says      | チャールズ・マンソン           | （吹き替え版なし）                                       |      |
| 2019 | オフィシャル・シークレット Official Secrets         | マーティン・ブライト           | （吹き替え版なし）                                       |      |
| 2020 | 獣の棲む家 His House                                | マーク                         | 佐々木啓夫                                               |      |
| 2021 | ラストナイト・イン・ソーホー Last Night in Soho     | ジャック                       | 森宮隆                                                   |      |
| 2022 | 赦されし者 The Forgiven                             | リチャード・ギャロウェイ       | 川本克彦                                                 |      |
| 2022 | モービウス Morbius                                  | マイロ                         | 杉田智和                                                 |      |
| 2027 | Star Wars: Starfighter                              | TBA                            |                                                          |      |
| TBA  | Caught Stealing                                     | TBA                            |                                                          |      |

### テレビドラマ
| 年        | 題名                                                       | 役名                             | 備考 | 吹替       |
| --------- | ---------------------------------------------------------- | -------------------------------- | --- | ---------- |
| 2007      | Party Animals                                              | ダニー・フォスター               | |            |
| 2007      | Secret Diary of a Call Girl                                | ティム                           | シリーズ1・エピソード6にゲスト出演。 |            |
| 2007      | The Street                                                 | イアン・ハンレイ                 | "Demolition"と"Taxi"に出演。 |            |
| 2009      | Moses Jones                                                | ダン・トゥウェンティマン科学博士 | |            |
| 2010-2014 | ドクター・フー Doctor Who                                  | 11代目ドクター                   | 2010年のスペシャル「時の終わり」パート2で再生し、11代目ドクターとして初出演。以降第5シリーズから第7シリーズに出演。第8シリーズ「深呼吸」にもカメオ出演。 | 川島得愛   |
| 2010      | サラ・ジェーン・アドベンチャーズ The Sarah Jane Adventures | 11代目ドクター                   | シリーズ4・エピソード5と6の"Death of the Doctor" (en) に出演。                                                                                           |            |
| 2016-2017 | ザ・クラウン The Crown                                     | エディンバラ公フィリップ殿下     | メイン・キャスト | 川島得愛   |
| 2022-     | ハウス・オブ・ザ・ドラゴン House of the Dragon             | デイモン・ターガリエン           | HBOドラマシリーズ | 津田健次郎 |

### 舞台
| 年        | 題名                                        | 役名                         | 劇場名 / 備考                                                                                              |
| --------- | ------------------------------------------- | ---------------------------- | --- |
| 2003      | 寺院の殺人 Murder in the Cathedral          | トマス・ベケット             | 原作：T・S・エリオット作『寺院の殺人』                                                                     |
| 2004      | 巨匠とマルガリータ The Master and Margarita | バスーン                     | リリック・シアター、ロンドン                                                                               |
| 2004      | Fresh Kills                                 | アーノルド                   | ロイヤル・コート・シアター、ロンドン                                                                       |
| 2005      | On the Shore of the Wide World              | ポール・ダンジガー           | ロイヤル・エクスチェンジ、マンチェスター ロイヤル・ナショナル・シアター、ロンドン                          |
| 2005-2006 | ヒストリーボーイズ The History Boys         | ロックウッド                 | ロイヤル・ナショナル・シアター、ロンドン                                                                   |
| 2006      | Burn/Chatroom/Citizenship                   | トム / ウィリアム / ゲイリー | ロイヤル・ナショナル・シアター、ロンドン                                                                   |
| 2007      | That Face                                   | ヘンリー                     | ロイヤル・コート・シアター、ロンドン                                                                       |
| 2007-2008 | Swimming with Sharks                        | 男                           | ヴォードヴィル・シアター、ロンドン 1994年の映画『ザ・プロデューサー』(原題:Swimming with Sharks)の舞台版。 |
| 2008      | That Face                                   | ヘンリー                     | デューク・オブ・ヨーク・シアター、ロンドン                                                                 |
| 2013-2014 | アメリカン・サイコ American Psycho          | パトリック・ベイトマン       | アルメイダ・シアター、ロンドン 小説『アメリカン・サイコ』を原案としたミュージカル。                        |

### ビデオ・ゲーム
| 発売年 | 題名                            | 役名                             | 備考                   |
| ------ | ------------------------------- | -------------------------------- | ---------------------- |
| 2010   | Doctor Who: The Adventure Games | 11代目ドクター (Eleventh Doctor) | 声優とキャラクター外見 |
| 2010   | Doctor Who: Return to Earth     | 11代目ドクター (Eleventh Doctor) | 声優とキャラクター外見 |
| 2010   | Doctor Who: Evacuation Earth    | 11代目ドクター (Eleventh Doctor) | 声優とキャラクター外見 |
| 2012   | Doctor Who: The Eternity Clock  | 11代目ドクター (Eleventh Doctor) | 声優とキャラクター外見 |

### 監督
| 公開年 | 原題    | 備考                                   |
| ------ | ------- | -------------------------------------- |
| 2013   | Cargese | Sky Arts 1で放送されたショートムービー |